# Вичо Диков
Вичо Дионисиев Диков е български и руски офицер, генерал-лейтенант. Командир на 7-и пехотен Преславски полк през Сръбско-българска война (1885), Началник на Щаба на Българската армия (1907) и командир на 4-та армия през Междусъюзническа война (1913).

## Биография
Вичо Диков е роден на 2 ноември 1861 г. в тулчанското село Бейдауд. Баща му – Дионисий Диков е свещеник в Бейдауд. Брат му – Курти Диков е учител. Завършва класното училище в Тулча.
Участва в Руско-турската война (1877 – 1878) като доброволец в действащия в Добруджа 14-и армейски корпус с командир генерал-лейтенант Аполон Цимерман.
През 1879 завършва с първия випуск Софийското военно училище, на 10 май е произведен в чин прапоршчик и изпратен на служба в Силистренска № 18 пеша дружина. На 30 август 1882 г. е произведен в чин поручик.
През 1883 г. е командирован в Русия, където служи в 54-ти Мински пехотен полк и завършва офицерска стрелкова школа. Завръща се в България през 1884 г. и е командир на рота във Врачанска № 8 пеша дружина, която е в състава на 7-и пехотен преславски полк. На 30 август 1885 г. е произведен в чин капитан, а на 14 септември е назначен за командир на същия полк.

### Участие в Сръбско-българската война
През Сръбско-българската война капитан Вичо Диков командва 7-и пехотен преславски полк в боевете при Сливница от 5 до 7 ноември 1885 г. Защитава успешно левия фланг на Сливнишката позиция при хълма Вишая под напора на сръбската Шумадийска дивизия.
Участва и в Пиротското сражение на 14 – 15 ноември, като действа с полка си срещу сърбите в долината на река Градешница при село Нишор, северно от Пирот.
Малко след края на войната е награден с орден „За храброст“ III степен.

### Участие в русофилските бунтове и емиграция
Като командир на базирания в град Шумен 7-и пехотен преславски полк, през август 1886 г. капитан Вичо Диков подкрепя краткотрайното русофилско правителство, образувано в София след Деветоавгустовски преврат срещу княз Александър Батенберг. Въпреки провала на преврата, запазва командния си пост. В края на септември заедно с останалите командири от Шуменския гарнизон оказва натиск върху Регентския съвет да изпълни исканията на руския емисар Николай Каулбарс за освобождаване на арестуваните офицери и отлагане на изборите за III велико народно събрание. Тъй като голяма част от офицерите от полка не го подкрепят подава оставка и емигрира през октомври 1886 г.
През февруари 1887 г. взема участие в Силистренския бунт на офицерите-русофили. След провала му се установява в Русия и постъпва на служба в Руската армия. През 1890 г. завършва Николаевската академия на Генерален щаб. След това служи в руската 21-ва дивизия дислоцирана в Петровск и Тифлис. Преподава тактика и топография в Тифлиското пехотно училище.

### Отново в България
След помирението между българските и руските власти, през 1898 г. се завръща в България с чин подполковник. Първоначално е зачислен в Щаба на армията, а от януари 1899 г. е началник на щаба на 3-та пехотна балканска дивизия в Сливен. От май 1900 г. е отново в генералния щаб с чин полковник. През май 1905 г. произведен в чин генерал-майор и назначен за командир на 6-а пехотна бдинска дивизия във Враца. В края на 1906 г. е началник на Трета военно-инспекционна област. Началник на щаба на армията от 28 март до ноември 1907 г., когато е назначен за началник на Военното училище. От 1909 г. е началник на Главното интендантство на армията.

### През Балканските войни
По време на Балканската война (1912 – 1913) генерал-майор Вичо Диков е началник на Главното тилово управление. На 28 юни 1913 г. – близо две седмици след избухването на Междусъюзническата война (1913), е назначен за командир на 4-та армия. Нанася поражение на сърбите в Калиманското сражение. В Кресненската операция командва десния фланг, отблъсквайки гръцката армия от Пехчево.
На 5 август 1913 г. е произведен в чин генерал-лейтенант. След по-малко от месец, на 2 септември, преминава в запаса.
Генерал-лейтенант Вичо Диков умира на 5 май 1928 година в София.

## Военни звания
- Прапоршчик (10 май 1879)
- Подпоручик (1 ноември 1879, преименуван)
- Поручик (30 август 1882)
- Капитан (30 август 1885)
- Майор
- Подполковник (14 февруари 1893)
- Полковник (18 май 1900)
- Генерал-майор (18 май 1905)
- Генерал-лейтенант (5 август 1913)

## Награди
- Военен орден „За храброст“ II степен, III степен, 2-ри клас
- Орден „Свети Александър“ II степен с мечове и III степен без мечове
- Народен орден „За военна заслуга“ II степен на обикновена лента